# John Adams
John Adams (30. října 1735 Braintree, Massachusetts – 4. července 1826 Quincy, Massachusetts) byl americký státník, právník, jeden z otců zakladatelů, diplomat působící v Evropě v letech 1778–1788, 1. viceprezident (1789–1797) a 2. prezident Spojených států amerických (1797–1801). Byl ženatý s Abigail Adamsovou a jeho syn byl pozdější 6. prezident Spojených států amerických John Quincy Adams.

## Život
Po studiích na škole v Braintree nastoupil bez problémů na Harvard, kde absolvoval ve svých 20 letech. Stal se přední osobou v boji proti kolkovému zákonu, kvůli kterému napsal 2 statě – Essay on the Canon a Feudal Law. Oženil se v roce 1764, později se přestěhoval do Bostonu. Do Valného shromáždění Massachusetts byl zvolen v roce 1770 a také byl mezi 5 zvolenými členy, aby reprezentoval kolonii na Prvním kontinentálním kongresu roku 1774.
Byl to velmi aktivní člen Kongresu, účastnil se až 90 komisí, 25 z nich předsedal během Druhého kontinentálního kongresu. V květnu 1776 přednesl usnesení na vytvoření deklarace nezávislosti na Británii. Krátce poté byl vášnivým zastáncem Deklarace, kterou vytvořil Thomas Jefferson. Kongres jej poté vyslal do Francie, aby tam nastoupil do správní rady. Vrátil se v roce 1779. Pak pokračoval ve svém politickém životě v Massachusetts. Byl jedním ze signatářů Deklarace nezávislosti, kterou pomáhal vypracovat. Byl také hlavním autorem Massachusettské ústavy a eseje Úvahy o vládě. Obojí později ovlivnilo Ústavu spojených států. Byl monarchista a federalista, na rozdíl od starorepublikána Thomase Jeffersona, což způsobilo jejich dlouhodobou vzájemnou rivalitu.
Zemřel 4. července 1826, právě v době, kdy umíral i Jefferson. Jeho poslední přípitek na onen 4. červenec zněl: „Provždy nezávislost!“ (Independence Forever!)

## Výroky
- Jsou dvě možnosti jak si podrobit národ. Jedna je zbraněmi, druhá prostřednictvím dluhu.
- Demokracie pokud trvá je krvavější než aristokracie nebo monarchie. Pamatujte, že demokracie netrvá nikdy dlouho. Brzy se vytratí; vyčerpá a vyvraždí sama sebe. Nikdy neexistovala demokracie, která by nespáchala sebevraždu. Je zbytečné říkat, že demokracie je méně marnivá, méně pyšná, méně sobecká, méně ambiciózní, méně chlípná nebo hamižná než aristokracie nebo monarchie. Ve skutečnosti to není pravda a v historii se to nikdy nepotvrdilo.
- Viceprezidentství je ten nejbezvýznamnější úřad, který kdy byl vynalezen.
- Důstojnost pro člověka je tolik, co pro rybu voda.
- Fakta jsou neústupná, ať už jsou naše přání, sklony nebo vášně jakékoli, nemohou změnit stav faktů a důkazů.